# Minzita
Minzita o La Minzita es un humedal situado en el municipio de Morelia, en el Estado de Michoacán. Es el segundo manantial más importante del Estado de Michoacán ya que distribuye el 40% de agua que consume la ciudad de Morelia. En el año 2005 fue declarada Área Natural Protegida con el carácter de zona sujeta a preservación ecológica, y a partir del año 2009 es reconocida como sitio Ramsar. La Minzita forma parte de la cuenca Lerma-Chapala.
Minzita se encuentra a una altitud de 1917 m s. n. m.